# Corey Ashe
Corey Ashe, né le 14 mars 1986 à Virginia Beach en Virginie, est un joueur américain de soccer qui évolue au poste d'arrière ou ailier gauche.

## Biographie

### Les débuts universitaires
Ashe intègre l'Université de Caroline du Nord à Chapel Hill en 2003 et joue quatre années pour l'équipe universitaire des
North Carolina Tar Heels, débutant régulièrement les rencontres durant les trois dernières années. Il inscrit 22 buts pendant son passage à l'université dont 9 en tant que sophomore. Pendant la même période, il évolue également avec les Virginia Beach Submariners en Premier Development League.

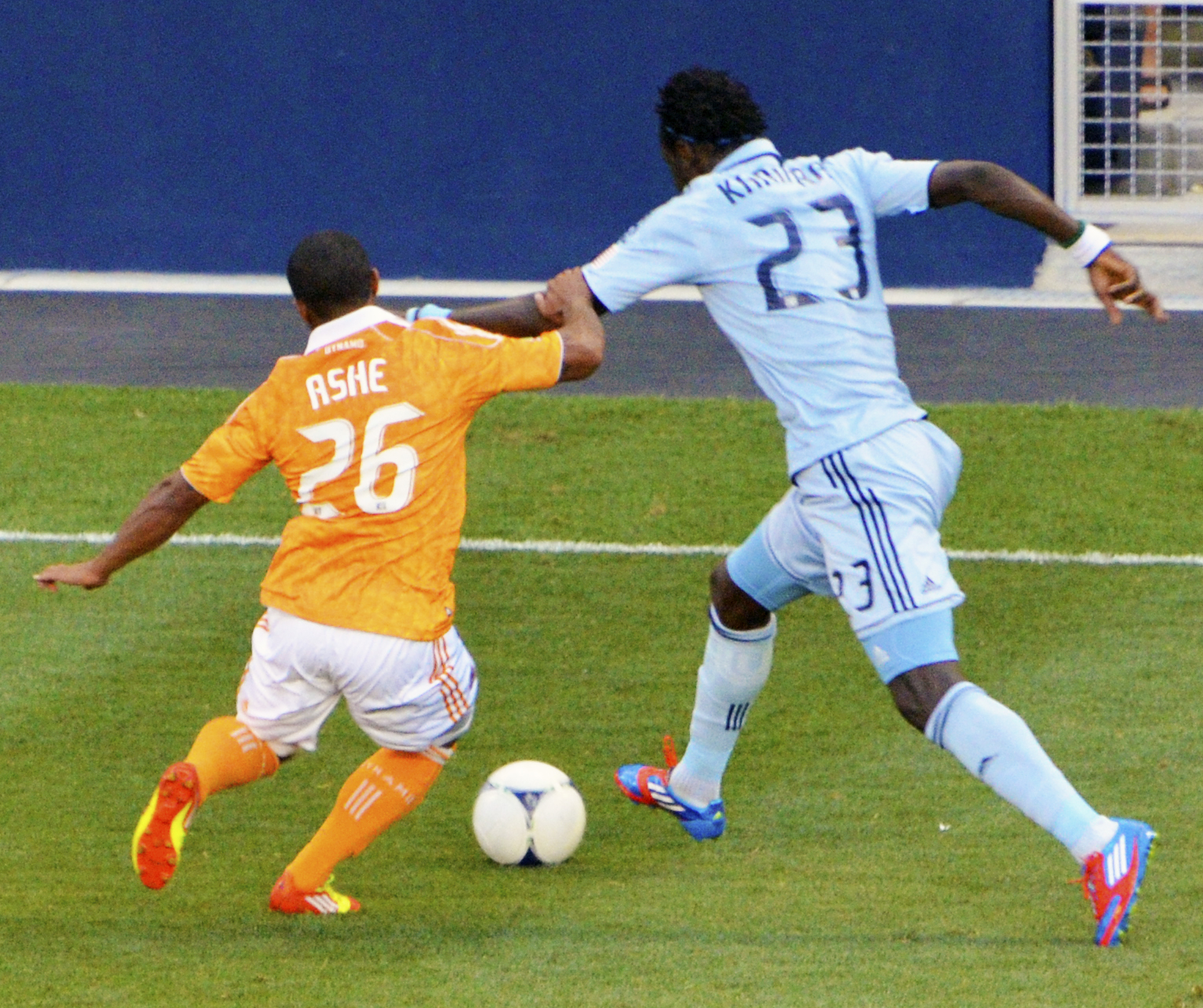
Corey Ashe face à l'attaquant du Sporting Kansas City, Kei Kamara.

### Parcours professionnel
Ashe est drafté par le Houston Dynamo au cours du deuxième tour de la SuperDraft de la MLS en 2007 (26e choix). Il fait ses débuts en Major League Soccer durant la saison 2007 et devient alors un remplaçant régulier sur l'aile gauche de l'équipe texane. Lors de ses deux premières saisons avec le Dynamo, il inscrit son seul et unique but professionnel en championnat, face aux Seattle Sounders FC et enregistrant également 5 passes décisives. À la suite de ses bonnes performances, il est nommé dans l'équipe MLS All-Star en 2011 et participe au All-Star Game le 27 juillet contre Manchester United.
Cadre de la formation texane durant plusieurs années, il connait pourtant une saison difficile en 2015 et finit par être envoyé au Orlando City SC, en échange d'une allocation monétaire, le 14 juillet.

### Sélection nationale
Corey est appelé pour figurer dans la sélection des moins de 17 ans et en devient le co-capitaine entre 2001 et 2003. Il est sélectionné pour la Coupe du monde des moins de 17 ans 2003. Il s'illustre aussi au Tournoi de Toulon en 2008 où il participe à toutes les rencontres.
Ashe est appelé en sélection nationale pour les matchs amicaux contre la Belgique et l'Allemagne en mai et juin 2013 mais est contraint au forfait à la suite d'une blessure. Malgré tout, il est de nouveau sélectionné en sélection dans la liste des 23 joueurs retenus pour la Gold Cup 2013.

## Statistiques
| Saison                | Club                  | Championnat           | Championnat | Championnat | Coupe(s) nationale(s) | Coupe(s) nationale(s) | Compétition(s) continentale(s) | Compétition(s) continentale(s) | Compétition(s) continentale(s) | Séries | Séries | Total | Total |
| Saison                | Club                  | Division              | M.          | B.          | M.                    | B.                    | Comp.                          | M.                             | B.                             | M.     | B.     | M.    | B.    |
| 2007                  | Houston Dynamo        | MLS                   | 22          | 0           | 0                     | 0                     | LCC                            | 3                              | 0                              | 0      | 0      | 25    | 0     |
| 2008                  | Houston Dynamo        | MLS                   | 22          | 1           | 1                     | 0                     | LCC+SL                         | 10+5                           | 0+1                            | 1      | 0      | 39    | 2     |
| 2009                  | Houston Dynamo        | MLS                   | 27          | 0           | 3                     | 1                     | LCC                            | 5                              | 1                              | 2      | 0      | 37    | 2     |
| 2010                  | Houston Dynamo        | MLS                   | 27          | 0           | 0                     | 0                     | LCC                            | 4                              | 0                              | -      | -      | 31    | 0     |
| 2011                  | Houston Dynamo        | MLS                   | 32          | 0           | 1                     | 0                     | -                              | -                              | -                              | 4      | 0      | 37    | 0     |
| 2012                  | Houston Dynamo        | MLS                   | 30          | 0           | 0                     | 0                     | LCC                            | 1                              | 0                              | 6      | 0      | 37    | 0     |
| 2013                  | Houston Dynamo        | MLS                   | 30          | 0           | 4                     | 0                     | LCC                            | 2                              | 0                              | 0      | 0      | 36    | 0     |
| 2014                  | Houston Dynamo        | MLS                   | 21          | 0           | 0                     | 0                     | -                              | -                              | -                              | -      | -      | 21    | 0     |
| 2015                  | Houston Dynamo        | MLS                   | 0           | 0           | 2                     | 0                     | -                              | -                              | -                              | -      | -      | 2     | 0     |
| Sous-total            | Sous-total            | Sous-total            | 210         | 1           | 11                    | 1                     | -                              | 30                             | 2                              | 13     | 0      | 264   | 4     |
| 2015                  | Orlando City SC       | MLS                   | 9           | 0           | 0                     | 0                     | -                              | -                              | -                              | -      | -      | 9     | 0     |
| Sous-total            | Sous-total            | Sous-total            | 9           | 0           | 0                     | 0                     | -                              | 0                              | 0                              | 0      | 0      | 9     | 0     |
| 2016                  | Columbus Crew SC      | MLS                   | 18          | 0           | 1                     | 0                     | -                              | -                              | -                              | -      | -      | 19    | 0     |
| Sous-total            | Sous-total            | Sous-total            | 18          | 0           | 1                     | 0                     | -                              | 0                              | 0                              | 0      | 0      | 19    | 0     |
| Total sur la carrière | Total sur la carrière | Total sur la carrière | 237         | 1           | 12                    | 1                     | -                              | 30                             | 2                              | 13     | 0      | 292   | 4     |

## Palmarès

### En club
- Houston Dynamo:
  - Vainqueur de la Coupe MLS en 2007
  - Vainqueur de la Conférence Ouest de la MLS en 2007
  - Vainqueur de la Conférence Est de la MLS en 2011 et 2012

### Individuel
- Major League Soccer All-Star en 2011